# Station Mieleszyn
Station Mieleszyn is een spoorwegstation in de Poolse plaats Mieleszyn.